# Chlorochroa persimilis
Chlorochroa persimilis är en insektsart som beskrevs av Horvath 1908. Chlorochroa persimilis ingår i släktet Chlorochroa och familjen bärfisar. Inga underarter finns listade i Catalogue of Life.